# Johann Lucas Kracker
Johann Lucas Kracker (także: Ján Lukáš Kracker lub János Lukács Kracker; ur. 3 marca 1717 w Wiedniu, zm. 1 grudnia 1779 w Egerze) – austriacko-czeski malarz okresu późnego baroku. Obok Paula Trogera i Franza A. Maulbertscha najwybitniejszy przedstawiciel malarstwa dekoracyjnego tego okresu na terenie dzisiejszej Słowacji. Zajmował się głównie malarstwem religijnym, ołtarzowym i ściennym.

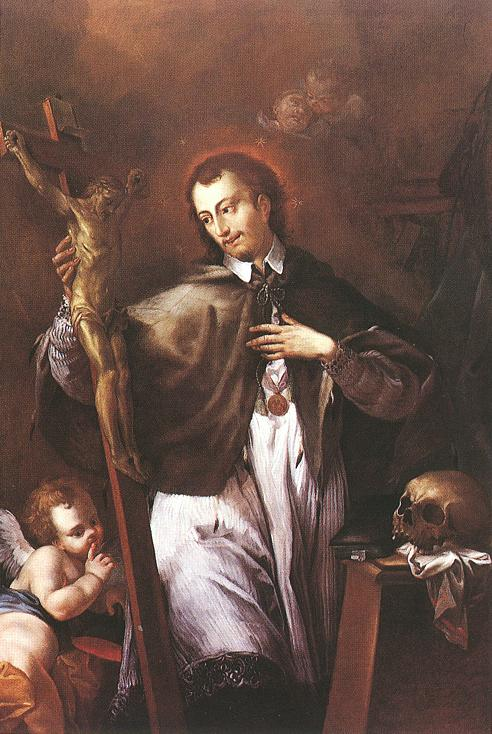
Św. Jan Nepomucen (1770)

Jego rodzina pochodziła z Moraw, a jego ojciec, Josef Kracker (1683–1733), był rzeźbiarzem. Swoje pierwsze kroki w malarstwie stawiał pod okiem Antona Hertzoga (1692–1740). Naukę kontynuował od 1738 r. w wiedeńskiej ”Cesarsko-Królewskiej Nadwornej Akademii Malarzy, Rzeźbiarzy i Budowniczych” (obecna Akademia Sztuk Pięknych w Wiedniu), w której wykładali m.in. Paul Troger i Michelangelo Unterberger.
Pierwsze freski, wykonane przez Krackera w 1742 r. w kościele zamkowym pw. św. Marcina w Grazu nie zachowały się. Pierwotnie był związany z warsztatem malarskim w Brnie. Po 1749 r. pracował tam m.in. wspólnie z Josefem Thaddeusem Rotterem (1701–1763). Później zaczął pracować na własny rachunek. Jak wskazują zachowane sygnatury artysty, w latach 1750–1752 działał on w południowej części Moraw, zajmując się malarstwem ołtarzowym. Przebywał m.in. w Znojmie, gdzie się ożenił. W 1752 r. przeniósł się na ówczesne Górne Węgry, gdzie wykonał swe pierwsze prace dla klasztoru premonstratensów w Jasovie.
W l. 1754–57 wykonywał freski dla kościołów klasztornych paulinów (Vranov nad Topľou i Šaštin) oraz franciszkanów (Nižná Šebastová). W l. 1760–1761 przebywał w Pradze, gdzie wbrew zastrzeżeniom i protestom praskiej gildii malarskiej, wykonał freski w nowym jezuickim kościele św. Mikołaja na Małej Stranie.
Po powrocie na Górne Węgry, w l. 1762–1764 stworzył swe najważniejsze dzieło: rozległą dekorację malarską klasztoru premonstratensów i należącego do niego kościoła św. Jana Chrzciciela w Jasovie.
W 1767 r. zamieszkał w Egerze. Biskup Karl Eszterházy zlecił mu wykonanie szeregu prac zarówno dla diecezji w Egerze jak i dla prywatnych posiadłości biskupich. Trzy lata później artysta ukończył wystrój ołtarza dla jagierskiego kościoła minorytów, zaś w 1777 wykonał przedstawienie soboru trydenckiego w tamtejszym Líceum.
Kracker do końca życia pozostał już w służbach biskupa, od czasu do czasu wykonując jednak drobne prace dla innych zleceniodawców.